# Atrévete a olvidarme
Atrévete a olvidarme é uma telenovela mexicana produzida por Roberto Hernández Vázquez para Televisa e exibida entre 6 de agosto e 7 de setembro de 2001. 
Foi protagonizada por Jorge Salinas e Adriana Fonseca e antagonizada por Alexis Ayala e Mariana Seoane.

## História
Andrea Rosales é uma bela jovem que vive no pequeno povoado de Real del Monte desde que nasceu e de lá, até então nunca havia saído.  
Os habitantes do lugar vivem basicamente do trabalho da mineração. Andrea está comprometida para se casar com Manuel Soto, um recém formado engenheiro que trabalha com mineração.
Daniel González é um jovem idealista que jamais poderia imaginar que teria algum vínculo com a pequena cidade de Real del Monte. Mas um acidente que põem em risco sua vida, e faz com que ele tenha uma visão; e essa visão o faz ir a esse povoado em busca do seu avô, Gonzalo Rivas Montaño.
A viagem de Daniel se converte em destino, quando surge o amor entre ele e Andrea. Então Andrea rompe seu compromisso com Manuel Soto. Para muitos dos habitantes do lugar, esse encontro começa a repetir a história de amor que haviam vivido Gonzalo com Elena, e que terminou em tragédia tanto para ele como para o povoado de Real del Monte. Elena morreu e Gonzalo fechou a mina que possuía, para o seu desgosto. Mas entre Daniel e Andrea algo mas forte fará com eles superem os problemas e dificuldades, para viver um amor único.

## Elenco
- Jorge Salinas - Daniel González
- Adriana Fonseca - Andrea Rosales
- Alexis Ayala - Manuel Soto
- Mariana Seoane  - Ernestina Soto
- Ignacio López Tarso - Gonzalo Rivas
- José Carlos Ruiz - Cecilio Rabadán
- Ana Martín - Sabina
- Macaria - Hanna Rivas Montańo
- Raquel Olmedo - La Coronela
- Juan Peláez - Santiago Rosales
- Adriana Roel - Evarista
- Juan Carlos Bonet - Rosendo
- Yolanda Ventura - Liliana
- Jorge Poza - El Gato
- Francesca Guillén - Lucina
- Arsenio Campos - Patricio
- Aurora Clavell - Eduarda
- Socorro Avelar - Epitacia
- Jaime Lozano  - Padre Buenaventura
- Mariana Botas - Sabina (Jovem)
- Alberto Estrella - Gonzalo (Jovem)
- Alejandra Barros - Olga Bocker
- Rebeca Tamez - Elena Boker
- Jacaranda Alfaro - Ludivina
- Olivia Cairo - Rita
- Everardo de la Mora - Gerard
- Hugo Macías Macotela - Dr. Nazario
- Patricia Martínez - Refugio
- Roberto Miquel - Vicencio
- Queta Lavat - Fidela
- Edgar Ponce - Soriano
- Luis Reynoso - Melesio

## Audiência
A telenovela não obteve êxito em sua exibição, e alcançou 11,9 pontos de média. Mediante isso, as novelas nesse horário foram suspensas até 2003. 

## Ligações Externas
- atrévete a olvidarme. no IMDb.
- Site oficial de Esmas.com
- Atrévete a olvidarme em Alma Latina